# مينا ماكسيموفيتش
مينا ماكسيموفيتش مواليد 1 مايو 1983 في كراغوييفاتس، جمهورية يوغوسلافيا الاشتراكية الاتحادية، هي لاعبة كرة سلة صربية سابقة. بدأت مسيرتها الاحترافية في سنة 2002. حققت المركز الثاني في الألعاب الجامعية الصيفية 2005. لعبت مع نادي بارتيزان لكرة السلة للسيدات ونادي فوجدوفاك لكرة السلة للسيدات.

## الميداليات
| الميدالية | المسابقة                      |
| --------- | ----------------------------- |
| فضية      | الألعاب الجامعية الصيفية 2005 |

## روابط خارجية
- مينا ماكسيموفيتش على موقع كرة السلة الأوروبية.كوم (الإنجليزية)